# The Watchtower, Alberta
The Watchtower är ett berg i Kanada.   Det ligger i provinsen Alberta, i den centrala delen av landet, 3 100 km väster om huvudstaden Ottawa. Toppen på The Watchtower är 2 776 meter över havet.
Terrängen runt The Watchtower är bergig västerut, men österut är den kuperad.Trakten runt The Watchtower är nära nog obefolkad, med mindre än två invånare per kvadratkilometer.. Närmaste större samhälle är Jasper Park Lodge, 16,1 km väster om The Watchtower. 
Trakten runt The Watchtower består i huvudsak av gräsmarker.